# ヘター
ヘター（Hettar）は、デイヴィッド・エディングスのファンタジー小説『ベルガリアード物語』および『マロリオン物語』に登場する架空の人物。

## 人物概略
アローン諸国のひとつアルガリアのすべての氏族の長を統率する総族長チョ・ハグ（Cho-Hag）の養子である。《ダリネの書》、《ムリンの書》に代表される『光の予言』では【馬の首長】と呼ばれ、『ベルガリアード物語』にて探索の旅の仲間となる。特徴としては、
- 馬の尻尾のように束ねているひと房の長い黒髪以外は、頭髪を全部剃っている。
- 鷹のような顔立ちをしている。
- 鎖かたびらのついた革のジャケットと革のブーツを身に着けている。
- 武器は刀身が湾曲したサーベルで、それをたくみに使いこなして敵を倒す。
- アルガリア社会では存在自体が『大変な名誉』な、馬と心を通わせることのできるシャ・ダリム

である。義父はチョ・ハグ、義母はシラー（Silar）、妻はベルガリオン（Belgarion）の母方の従姉妹アダーラ（Adara）。息子が3人いる。

## 人間性
旅のメンバーのなかでは物静かなほうである。感情を表に出すことも少なく、喋る場合は必要最低限のことしか喋らないことのほうが多い。もっぱら興味が馬に注がれているからだろうが、その内面は穏やかで優しく、相手に必要最低限の心配りができるタイプといえよう。
だが、相手がマーゴ人となると話は別である。幼い頃、両親と3人でアルガリア国境付近を旅していたとき、偶然通りかかったマーゴ人に襲われ、目の前で両親を惨殺された悲惨な過去があるのだ。自身も連中がまたがる馬に引きずられて死にかけたが、2日後、チョ・ハグたちに助けられた。それがきっかけでマーゴ人を激しく憎むようになり、積極的に彼らを殺すようになった。《細い釣り目に頬の傷》――独特の風貌をしたマーゴ人を見た瞬間、彼は目に鋭い光を宿して、サーベルに手をかけて連中の命を奪わないと気がすまないのだ。
また、馬の乗り方に関してはマニュアル通りに教えないと気がすまない。『マロリオン物語』でエリオンド（Eriond）が愛する馬（『ベルガリアード物語』でベルガリオンの魔術で蘇生した死産の子馬）に初めて乗ったとき、その乗り方にさんざん愚痴をこぼした。
さらに、子供の数のことでも愚痴をこぼしている。彼は3人子供をもうけているが、仲間のレルグ（Relg）とタイバ（Taiba）の間には、双子や三つ子という形で、一度にたくさんの子供が生まれているのだ（それを聞いていた仲間は、レルグ夫妻がマラゴー人再生のため、マラ神に産まれる子供の数を操られているのでは?と言っている）。
それでも、この物語のシリーズを通して、馬のことを最もよく理解しているのは彼なのである。
「馬はひとつの個体ではなく、集団なのだ」
これが彼の最も理解しているところであり、それは馬だけに及ばず人間にも当てはまることを彼は知っている。集団の基本となる家族を早くに亡くした彼が、馬を通して見つけた『生きるためのモットー』がこれなのであろう。それゆえ、妻子だけではなく、みなしごになった自分を育ててくれた義父母や旅の仲間との絆を心底大事に思い、大切にしているのだ。

## 『ベルガリアード物語』での活躍
魔術師ベルガラス（Belgarath）に『シャ・ダリム』としての才能を買われ、【恐ろしい熊】バラク（Barak）と【案内人】シルク（Silk）の次に旅の仲間になる。チェレクの首都ヴァル・アローンで一旦仲間から離れるが、アレンディアにあるボー・ワキューンの廃墟で一行に合流する（このとき【弓師】レルドリン（Lelldorin）も仲間に加わっていた）。
【護衛の騎士】マンドラレン（Mandorallen）の加入、怪物アルグロスとの戦いを経て、アレンディアの首都ボー・ミンブルに到着し、仲間とともにコロダリン王（Korodullin）とマヤセラーナ（Mayaserana）女王に謁見する。このとき、アルグロスとの戦いで重傷を負い、戦線離脱したレルドリンから話を聞いていたガリオン（Garion）が、アスター人の一派によるコロダリン暗殺計画を王の前で打ち明けた。コロダリンがガリオンを擁護するマンドラレンに『（王の面前での）決闘の許可』を下すと、バラクとともにマンドラレンの護衛に回り、計画の首謀者であるマーゴ人大使ナチャク（Nachak）を討った。
【世界の女王】セ・ネドラ（Ce'Nedra）も加わり、バラク・マンドラレンとともに戦闘の要としてガリオンたちを補佐する機会が増える。一方で、ガリオンにひげの剃り方をアドバイスしたり、《アルダー谷》で魔術を誤用してひとり地面に埋まったガリオンをからかったりするなど、お茶目な一面も見せるようになる。
ウルゴランドで【盲目の男】レルグ（Relg）が仲間に加わり、洞窟を通ってアルガリアに出た後、彼はアローン諸国の王たちに事態を報せるため、仲間から一旦外れることを余儀なくされる。というのも、ガリオン一行が次に向かうのは、憎きマーゴ人がうようよ棲みついている国クトル・マーゴスなのだ。ベルガラスとしては彼がマーゴ人を憎むあまり、むやみやたらにマーゴ人を虐殺し、必要以上の問題を抱えるような真似はしたくなかったのだ。結局、彼がふたたびガリオン一行と合流するのは、一行が邪神トラク（Torak）の弟子のひとり・クトゥーチク（Ctuchik）から《アルダーの珠》を取り戻し、【絶えた種族の母】タイバ（Taiba）と《アルダーの珠》を「盗んだ」少年エランド（Errand）を連れて帰ったときだった。
その後、リヴァに渡り、旅の仲間とともにガリオンが【光の子】リヴァ王ベルガリオン（Belgarion）となる瞬間を見届けた。ガリオンがベルガラス、シルクとともにトラクを倒すためマロリーに旅立つと、ガリオンの許婚セ・ネドラのもと、残されたほかの仲間とともに対アンガラク戦争に参加する。その最中、ミシュラク・アク・タールに進軍しているとき、ガリオンの従姉妹で、同じアルガリア人のアダーラがマーゴ人の放った矢で負傷してしまう。彼が救護先で彼女に逢ったとき、愛を告白され、彼自身もアダーラの想いを受け入れる。
トラクを倒したガリオンたちがマロリーから帰還した後、彼はアダーラと結婚する。

## 『マロリオン物語』での活躍
ガリオンとセ・ネドラが息子ゲラン（Geran）をもうけるまでに、彼はアダーラとの間に2人の男児をもうけていた。彼は時折《アルダー谷》に寄り、義父チョ・ハグからの報せを《谷》の魔術師たちに届けていた。ゲラン誕生の折には、他の仲間と同様、妻子を連れてお祝いに駆けつけた。
熊神教徒の急成長を知り、ガリオンらとともに彼らの鎮圧に当たる。途中、ゲランが何者かに誘拐されるという事件が発生する。が、本拠地のあるドラスニアのレオンで完全に熊神教徒を鎮圧したあと、ケルの女予言者シラディス（Cyradis）の幻影がゲラン誘拐事件の真犯人と新たな探索の旅について語り始める。仲間とともに彼女の話を聞いていた彼は、もちろん探索の旅に参加するつもりでいた。が、予言で【馬の首長】の使命は、【恐ろしい熊】【弓師】【護衛の騎士】と同じく、彼らの子孫に受け継がれたことを知らされる。さらに、無理やりにでも旅に同行したら、ガリオンは自らの手で息子を殺さなければならなくなる――シラディスの言葉に他の仲間と同様、彼も探索の旅への参加を諦めざるをえなくなる。
だが、残された仲間たち同様、彼もガリオン一行に救いの手を差し伸べたかった。タイバを除くかつての仲間たちが集結したとき、バラクの息子ウンラク（Unrak）の提案で、ガリオン一行を追いかけ、影で彼らの探索を助けることを決意する。バラクの操縦する戦艦《海鳥号》に乗り込み、仲間たちとマロリーを目指した。そして、彼はマロリーの地図で意外な発見をする。
彼の『発見』により、《光と闇の最終対決》を終えたガリオンたちを『もはや存在しない場所』で見つける。戦いを終えた仲間たちとともにペリヴォー島に向かい、『ダル・ペリヴォーの講和』の締結に携わった。彼は義父に代わり、アルガリア代表として発言したのだ。
その後、意外にも、シルクとともにクトル・マーゴスの首都ラク・ウルガに立ち寄る。マーゴ人を見たら殺意をあらわにする彼が、ラク・ウルガでは静かにしていた。その理由は現在の王ウルギット（Urgit）にあった。結局、彼はひとりのマーゴ人も傷つけることなく、ラク・ウルガを後にした。そして、ガリオン一家やベルガラス一家とともにセンダールの港で《海鳥号》から降り、仲間たちにしばらくの別れを告げて、アルガリアに戻ったのだった。